# Aeropuerto de José de San Martín
El Aeropuerto de José de San Martín (IATA: JSM - OACI: SAWS - FAA: JSM) es un aeropuerto argentino que da servicio a la localidad de José de San Martín, Chubut. Recibe vuelos de la aerolínea LADE desde el Aeropuerto Internacional General Enrique Mosconi de Comodoro Rivadavia.